# Al-Hawl
al-Hawl (tiếng Ả Rập: الهول, đã Latinh hoá: al-Hawl), Cũng đánh vần al-Hole, al-Hol, al-Hool và al-Houl, là một thị trấn ở miền đông Al-Hasakah, đông bắc Syria. Đây là trung tâm hành chính của al-Hawl Nahiya bao gồm 22 đô thị. Tại cuộc điều tra dân số năm 2004, thị trấn có dân số 3.409 người.
Trong cuộc nội chiến ở Syria, al-Hawl đã bị lực lượng Nhà nước Hồi giáo bắt giữ và trở thành một trong những thành trì lớn của ISIL ở phía đông bắc Syria. Vào ngày 13 tháng 11 năm 2015, Al-Hawl bị Lực lượng Dân chủ Syria (SDF) bắt giữ, trong đó được coi là thành công chiến lược đầu tiên của SDF mới thành lập.

## Cơ sở hạ tầng
Phía bắc thị trấn là một ngã ba đường quan trọng nối thủ đô của tỉnh với biên giới Iraq. Trong khi nhánh phía đông bắc tiến về phía Tall Hamis và qua biên giới Rabia, nhánh phía đông nam hướng về dãy núi Sinjar đi qua thị trấn về phía đông nam, đến biên giới Makhfar Umm Jaris sau khoảng 20 kilômét (12 mi).
Thị trấn được bao quanh bởi các căn cứ quân sự không sử dụng trước đây được Quân đội Syria sử dụng và bị bỏ hoang vào tháng 2/2013.

### Trại tị nạn Al-Hawl
Đầu năm 1991, trong Chiến tranh vùng Vịnh, Cao ủy Liên hợp quốc về người tị nạn đã thành lập một trại tị nạn ở ngoại ô phía nam al-Hawl, được hợp tác với chính phủ Syria. Cùng với một trại khác ở al-Hasakah, nó đã cung cấp nơi trú ẩn cho ít nhất 15.000 người tị nạn từ Iraq. Sau cuộc xâm lược Iraq năm 2003 và Chiến tranh Iraq sau đó, trại này sau đó được mở cửa trở lại là một trong ba trại ở biên giới Syria của Iraq, khi một cuộc di cư của người tị nạn Palestine sống ở Iraq xảy ra do chính quyền Iraq mới cài đặt.
Trong bối cảnh Nội chiến Syria và lực lượng Dân chủ Syria (SDF) tiếp quản Al-Hawl, trại al-Hawl đã có hơn 74.000 người tị nạn sinh sống vào tháng 4 năm 2019. Hơn 40.000 người này đã đến sau tháng 12 năm 2018 trong một loạt các cuộc di tản dân sự khổng lồ từ thị trấn Baghuz Fawqani, chạy trốn khỏi trận chiến khốc liệt kéo dài hai tháng cho thị trấn giữa SDF và ISIL. Các điều kiện dọc theo con đường đến trại, bao gồm cả trong các trung tâm sàng lọc cho các hợp tác xã của ISIL, được mô tả là "cực kỳ khắc nghiệt" với thức ăn, nước, nơi trú ẩn hạn chế và không có dịch vụ y tế. Các tổ chức viện trợ sợ bệnh kiết lỵ và các bệnh khác có thể bùng phát từ trại tràn. Liên Hợp Quốc tuyên bố rằng 84 người, chủ yếu là trẻ em, đã chết trên đường đến Al-Hawl từ tháng 12 năm 2018 đến tháng 3 năm 2019, chủ yếu là do hạ thân nhiệt. Khoảng 500 gia đình trong trại là thành viên gia đình của các chiến binh ISIL, bao gồm một số lượng lớn người nước ngoài. Tuy nhiên, họ được giữ trong một khu vực được bảo vệ riêng biệt của trại sau khi các sự cố bạo lực lặp đi lặp lại giữa họ và các thành viên khác của trại.

## Nội chiến Syria
Trong quá trình tấn công Đông al-Hasakah của YPG người Kurd Syria, Nhà nước Hồi giáo Iraq và phiến quân Levant đã bị trục xuất khỏi những vùng rộng lớn ở phía đông Hasakah, bao gồm Tell Hamis và Tell Brak. Vùng nông thôn phía đông nam Hasakah quanh al-Hawl tuy nhiên vẫn là một trong những thành trì cuối cùng của ISIL trong tỉnh.
Khi vào tháng 10 năm 2015, lực lượng dân quân YPG người Kurd và các đối tác của họ, bao gồm Lực lượng al-Sanadid của bộ lạc Sunni Arab Shammar, đã gia nhập lực lượng để thành lập Lực lượng Dân chủ Syria (SDF), lãnh đạo al-Sanadid Bandar al-Humaydi để giải phóng al-Hawl và Ash Shaddadi từ Nhà nước Hồi giáo." 
Vào cuối tháng 10 năm 2015, sau Trận Hasakah thành công, SDF đã phát động cuộc tấn công al-Hawl của họ từ từ tiến về phía nam từ Tell Hamis. Vào ngày 11 tháng 11, họ chiếm giữ Khatuniyah và di chuyển quanh hồ về phía nam để bao quanh al-Hawl từ cả phía đông bắc và phía nam vào ngày 12 tháng 11. Vào ngày 13 tháng 11, al-Hawl đã bị bắt, trong những gì được coi là thành công chiến lược đầu tiên của SDF. Trong những ngày tiếp theo, SDF tiến xa hơn về phía tây để đóng túi còn lại do ISIL nắm giữ xung quanh các làng Abu Hajirat Khuatana và Khuwaytilah.

## Địa lý
Thị trấn nằm khoảng 40 kilômét (25 mi)  về phía đông của al-Hasakah, trên bờ phía nam của wadi khô 'Aţā Allāh. Trong khi wadi đã khô, mùa xuân 'Ayn al-Hawl, nằm ở phía nam thị trấn, vẫn mang theo nước. Các ngôi làng gần đó bao gồm Sheikh Ma'ad với đền thờ Sheikh Ma'ad ở phía bắc, ngay phía bên kia sông. 
| Dữ liệu khí hậu của {{{location}}} | Dữ liệu khí hậu của {{{location}}} | Dữ liệu khí hậu của {{{location}}} | Dữ liệu khí hậu của {{{location}}} | Dữ liệu khí hậu của {{{location}}} | Dữ liệu khí hậu của {{{location}}} | Dữ liệu khí hậu của {{{location}}} | Dữ liệu khí hậu của {{{location}}} | Dữ liệu khí hậu của {{{location}}} | Dữ liệu khí hậu của {{{location}}} | Dữ liệu khí hậu của {{{location}}} | Dữ liệu khí hậu của {{{location}}} | Dữ liệu khí hậu của {{{location}}} | Dữ liệu khí hậu của {{{location}}} |
| Tháng                              | 1                                  | 2                                  | 3                                  | 4                                  | 5                                  | 6                                  | 7                                  | 8                                  | 9                                  | 10                                 | 11                                 | 12                                 | Năm                                |
| ---------------------------------- | ---------------------------------- | ---------------------------------- | ---------------------------------- | ---------------------------------- | ---------------------------------- | ---------------------------------- | ---------------------------------- | ---------------------------------- | ---------------------------------- | ---------------------------------- | ---------------------------------- | ---------------------------------- | ---------------------------------- |
| [ cần dẫn nguồn ]                  |                                    |                                    |                                    |                                    |                                    |                                    |                                    |                                    |                                    |                                    |                                    |                                    |                                    |